# شمیران‌نو
شمیران نو یکی از محله‌های شمال شرق تهران واقع در منطقه ۴ شهرداری تهران است كه در گذشته جزو بايرات ده نارمك محسوب ميشد.

## تاریخچه
مالک اصلی شمیران نو و زمین‌های اطرافش هفت برادر به نام جعفریان و حيدر خان زند بودند. در دهه ۳۰ چند نفر این زمین‌ها را خریداری کرده و به قطعات کوچک تفکیک کرده و به مردم و ارگان‌های دولتی واگذار کردند. پیش از آن شمیران نو محله ای اعیان‌نشین بود که تفرجگاه‌های تابستانی افراد مرفه به‌شمار می‌رفت. قدمت محله بالغ بر ۱۰۰ سال است.

## بافت شهری و اجتماعی
محله در کل بافتی قدیمی داشته و تراکم ساختمانی آن فشرده‌است. پهنه شرقی محله مسکونی بوده و ساکنان آن از اهالی بومی محله‌اند که از گذشته در محله زندگی می‌کنند. به دلیل تراکم ساختمانی محله، اهالی محل با مشکل جدی پارکینگ مواجهند. دبیر شورایاری محله شمیران‌نو معتقد است این محله با مشکلات و آسیب‌های زیادی روبه‌روست که مهم‌ترین آن عبارتند از؛ وجود ترافیک سنگین در خیابان‌های محله به دلیل نبود پلیس راهور، متصل نبودن برخی از کوچه‌ها به شبکه فاضلاب شهری به دلیل باریک بودن بیش از حد کوچه، وجود کارگران فصلی و وانتی‌های فروش میوه علاوه بر ترافیک مشکلات دیگری نیز به وجود می‌آورد. نداشتن سند بیش از نیمی از منازل مسکونی به دلیل مشکلات اداری و ناآگاهی مردم به قانون و از همه مهم‌تر بن‌بست بودن محله از ضلع غربی توسط دیوار پادگان نیروی دریایی که باعث شده محله به بزرگراه امام علی (ع) دسترسی نداشته باشد.

## مرزبندی محله
شمیران نو از طرف شمال به جنگل لویزان، از طرف جنوب به خیابان شهید صبوری از طرف غرب به دیوار نیروی دریایی و از طرف شرق به نارمک شمالی خیابان هنگام محدود می‌شود.

## خطوط حمل و نقل عمومی
خطوط اتوبوس از داخل این محله تردد دارند و مسافران را جابجا می‌نماید :
● خط اتوبوس ۳۹۷ از  شمیران نو  میدان ابوذر ، خیابان غفاری ، میدان پاکدامن ، خیابان وارباز ، میدان الغدیر ، خیابان هنگام تا میدان رسالت 
در ضمن محله شمیران نو فاقد خط مترو و اتوبوس تندرو می‌باشد .

## جذابیت محله
مجاورت محله با پارک جنگلی لویزان سبب شده تا شمیران نو آب و هوای مناسبی داشته باشد. این بوستان در ضلع شمالی محله همواره به عنوان تفرجگاهی طبیعی، محل حضور و تجمع افراد زیادی است. فضای بوستان بستر مناسبی برای پیاده‌روی صبحگاهی سالمندان و جوانان محله و جمع‌ها و پاتوق‌های خانوادگی به حساب می‌آید. غیر از بوستان لویزان، پارک الغدیر در جنوب محله، عصرها پاتوقی درون محله ای برای جمع‌های دوستانه اهالی است.

## مراکز خرید
مغازه‌های شمیران نو یکی از شلوغ‌ترین مراکز خرید منطقه ۴ محسوب می‌شوند.

## ورزشکاران ملی محله شمیران نو
- خسرو حیدری (بازیکن فوتبال تیم استقلال)
- علی سلمانی (بازیکن اسبق تیم پرسپولیس)
- مصطفی حسین خانی (کشتی‌گیر تیم ملی)
- داود دانشفر (کیوکوشین)
- مصطفی دانشفر (کیوکوشین)
- زین العابدین دانشفر (کیوکوشین)
- امیر حسین دانشفر (کیوکوشین)
- مجتبی دانشفر (شطرنج. کیوکوشین)
- میثم هوشمندفراز (روبوکاپ)
- جواد بیاتی (کیک بوکس)

## مساجد
مساجد مهم این منطقه عبارت اند از
- مسجد فاطمیه
- مسجد قمر بنی هاشم
- مسجد حضرت ابوالفضل
- مسجد موسی ابن جعفر
- مسجد ثامن الحجج
- مسجد ثارالله
- مسجد ثامن ائمه
- مسجد امام حسن مجتبی

## مدارس
مدارس آن عبارت اند از:
- شهید شهسواری
- شهید صابر عیسی زاده
- دبیرستان آبسال
- شهید محمد باقر صدر
- شهید بنت الهدی صدر
- شهید پاکدامن
- شهید مهدی نقابت
- مدرسه زبان انگلیسی طوطیان
- دبیرستان تیزهوشان علامه حلی ۲

## ورزشگاه و مجموعه ورزشی
مجموعه ورزشی شهدای شمیران نو
مجموعه ورزشی آبفا برهنگام 
فوتسال. فوتبال. استخر. کشتی. کیوکوشین و…